# Hodowla gołębi

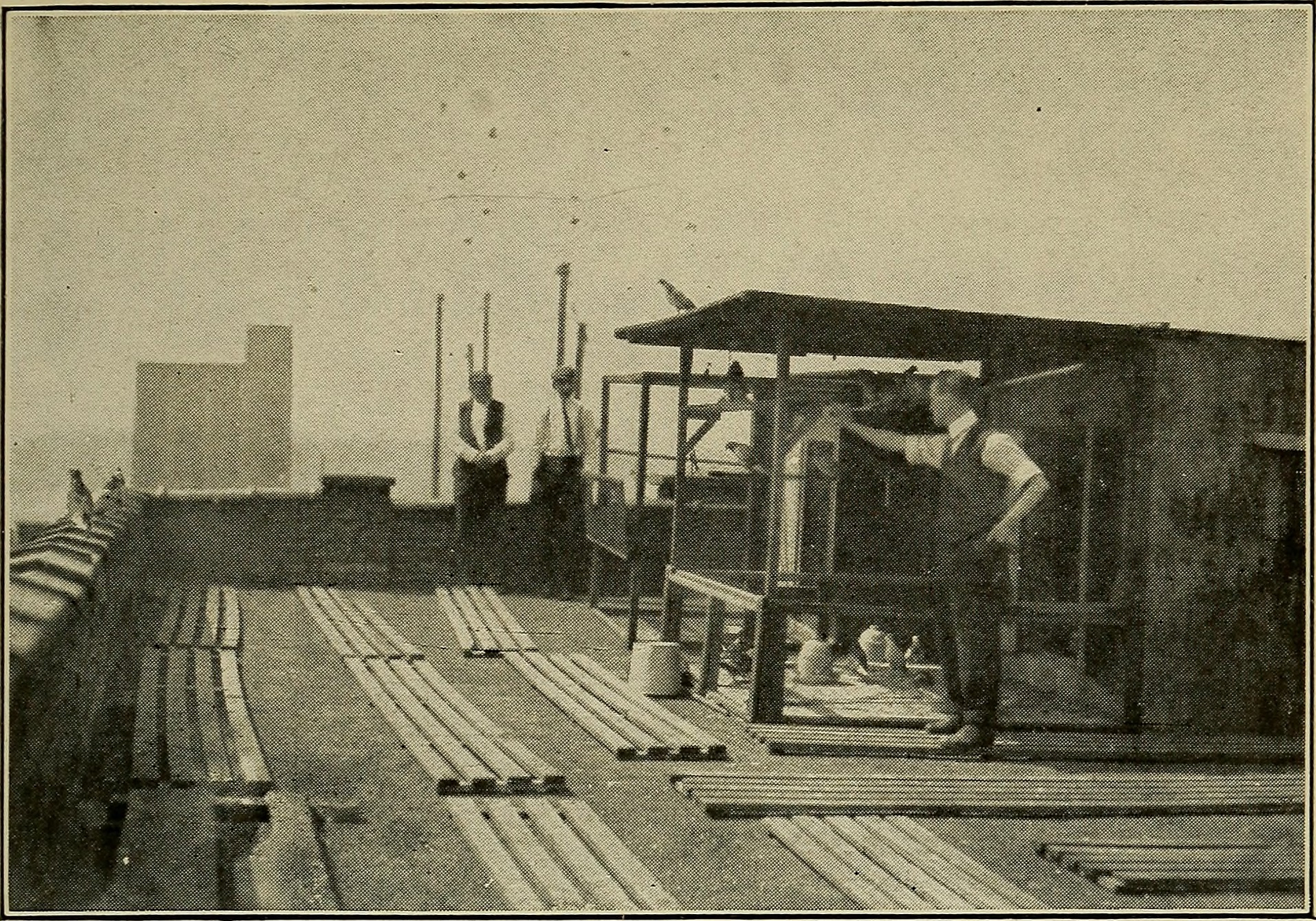
Gołębnik

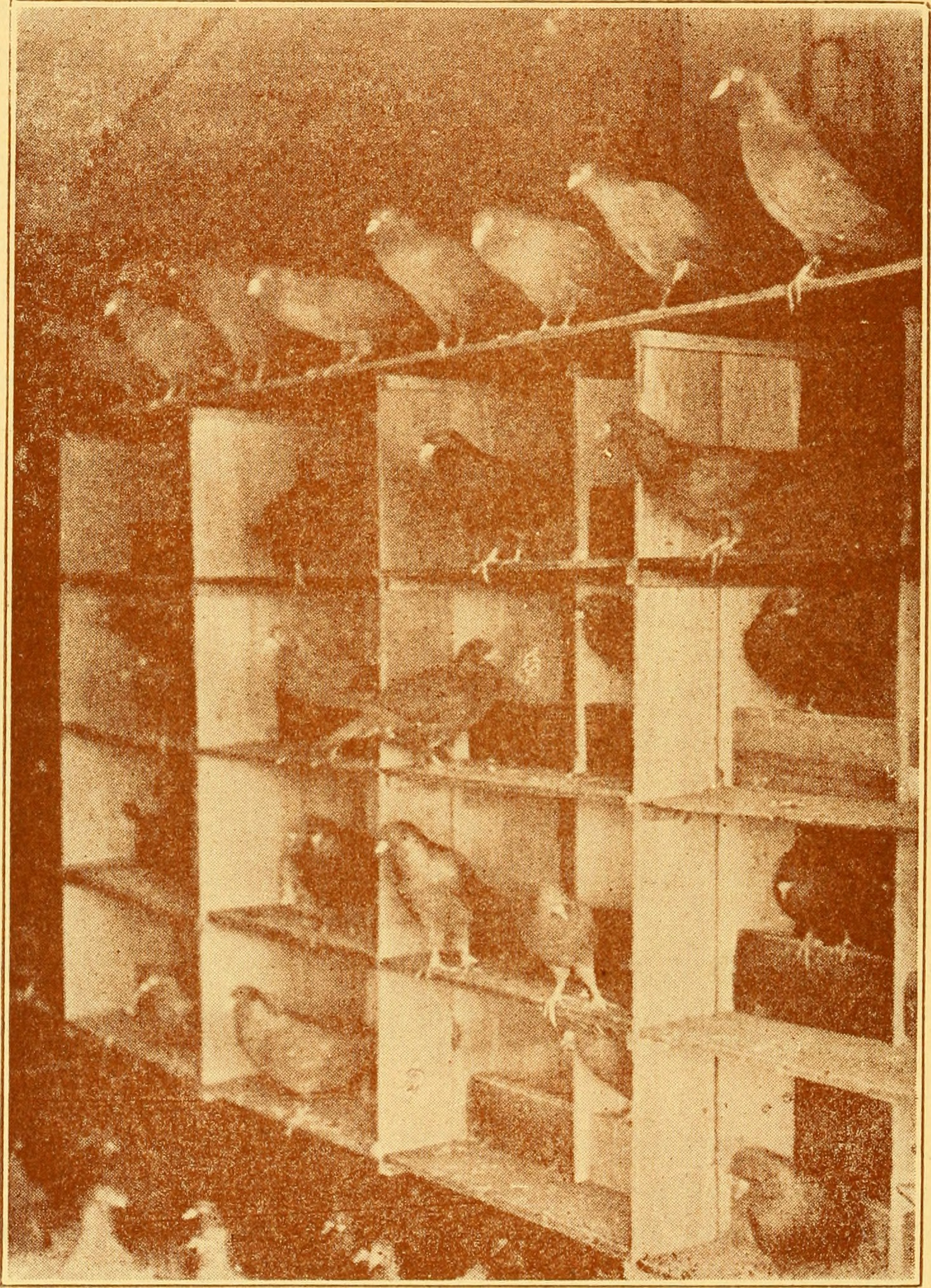
Wewnątrz gołębnika

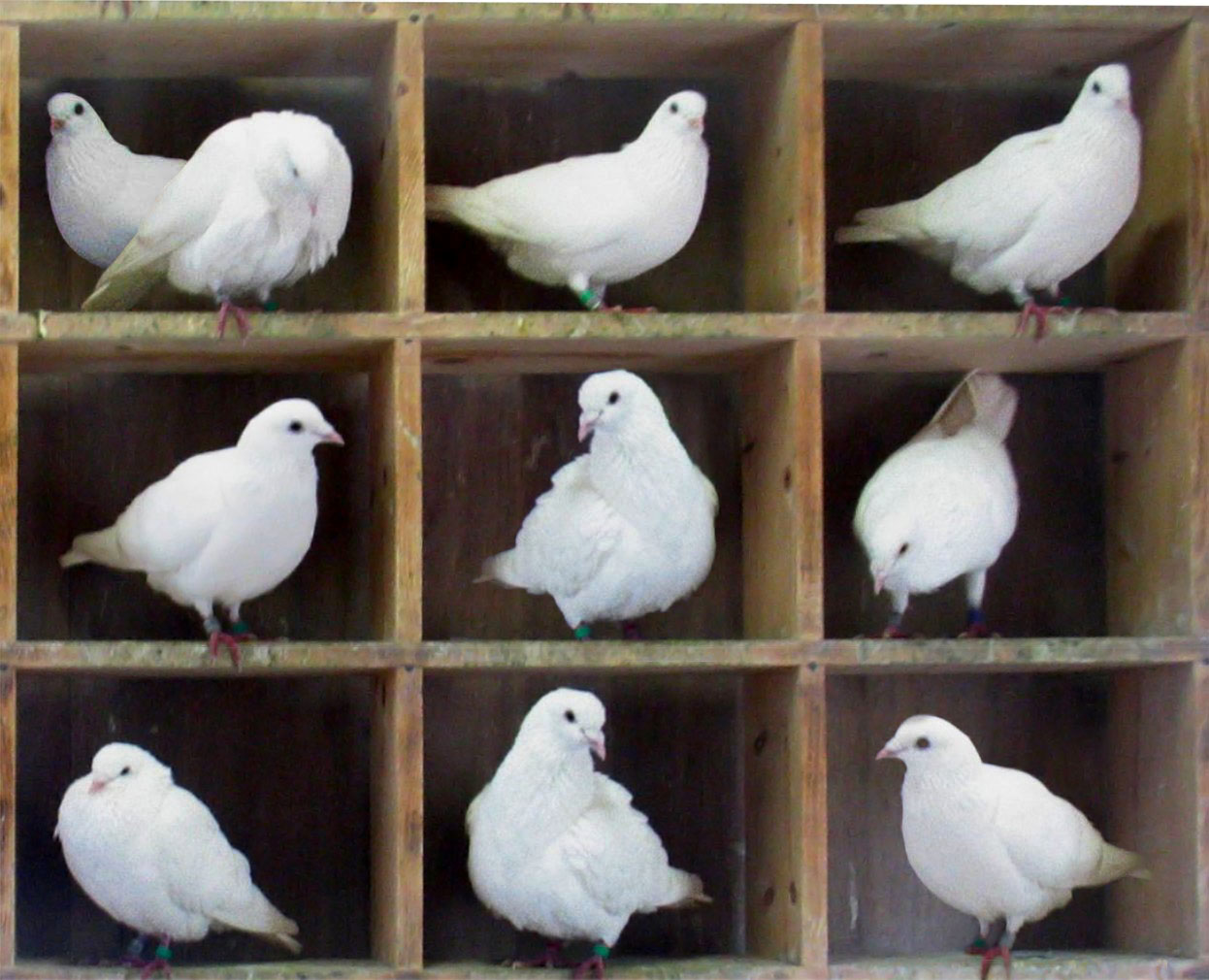
Gołębie w półkach

Hodowla gołębi (ang. pigeon keeping) – nauka i praktyka hodowli udomowionych gołębi skalnych. Składają się na nią: podstawowa wiedza o dziedziczeniu, wiedza o biologii hodowanych ptaków oraz sposobie ich utrzymywania i pielęgnacji. Praktykowana już od czasów prehistorycznych, służyła ludziom w rozmaitych celach. Hodowcy korzystają z selekcji sztucznej by wytworzyć konkretne rasy (krzyżówki ras wyjściowych) o pożądanych cechach. Przez wieki wykształcił się podział owych ras w zależności od zastosowania, cech anatomicznych oraz fizjologicznych itp.
Osoba hodująca gołębie nazywa się hodowcą. Hodowcy zrzeszają się w związki, których celem jest m.in. normalizacja standardów ras ptaków, ustalanie reguł i przepisów wystaw, promocja hodowli gołębi.  

## Historia
Domestykacja dzikich gołębi skalnych nastąpiła w okresie od XII do VIII wieku p.n.e. Gołębi jako źródła pożywienia używano już w X wieku p.n.e., na co wskazują odkrycia archeologiczne. Nie wiadomo jednak czy były to ptaki w pełni udomowione. Istnieje kilka hipotez dotyczących powodu udomowienia gołębia. 

### Prehistoria i starożytność
Według hipotezy J. M. Bechsteina (1805) gołąb skalny pojawił się w ludzkich siedliskach około VIII wieku p.n.e. i stał się gatunkiem synantropijnym, gdyż odnosił korzyści z rozwoju uprawy roli i osiadłego trybu życia ludzi w neolicie – im więcej pól uprawnych powstawało, tym więcej pożywienia oraz pewnego, bezpiecznego schronienia (chociażby w gliniankach) miały gołębie. Także cechy gołębia, takie jak szybkość czy dobry zmysł nawigacyjny, zostały docenione przez pierwszych hodowców.
Horst Shmidt omawia hipotezę, zgodnie z którą już w owym czasie człowiek potrafił zabierać jaja dzikim gołębiom skalnym i samemu odchowywać i karmić młode. Za hipotezą przemawia fakt, iż karmienie gołębi jest bardzo prostą czynnością (z ust do dzioba), a ponadto w grocie Hayonim w zachodniej Galilei (dzisiejszy Izrael) odnaleziono szczątki gołębi obok ludzkich. 
Hodowla gołębi rozwijała się w starożytności także z przyczyn kulturalnych – gołąb był obecny w wielu kulturach jako symbol płodności (np. wg Beneckego 1994). Około IV wieku p.n.e. hodowlą gołębi w celach religijnych (ofiara) oraz kulinarnych zajmowali się starożytni Egipcjanie. 
Podstawy selekcji sztucznej i zaczątki faktycznej hodowli gołębi opanowano w starożytnym Rzymie. Wyróżniono wtedy typy użytkowe gołębi, rozpoczęto tym samym bezpośrednią ingerencję w cechy ptaka w celu uzyskania zadowalających rezultatów. Rzymianie rozróżniali gołębie pocztowe oraz mięsne. Budowano pierwsze gołębniki pozwalające na hodowlę w dużej skali. Tworzono rodowody ptaków oraz obserwowano przystosowanie potomstwa rodziców. Gołębie pocztowe służyły z sukcesem podczas walk Juliusza Cezara z Galami. Ptaki te były stosowane do wymiany informacji aż do II wojny światowej. Drugim ważnym wykorzystaniem gołębi była produkcja mięsa. Warron opisuje proces tuczenia gołębi: 

Kto chciałby utuczyć młode gołębie, dzięki czemu będą mogły być drogo sprzedane, odizoluje je [od reszty ptaków, [technika ta jest stosowana do dziś], kiedy jeszcze okryte są pisklęcym puchem. Potem napycha je wstępnie rozdrobnionym białym chlebem, w zimę dwukrotnie, latem trzykrotnie [...]. Te gołębie, które są obrośnięte piórami, zostawia się w gnieździe ze złamanymi nogami i przekazuje się mamkom aby mogły jeść do syta. Tak są karmione cały dzień. Ptaki zostają w ten sposób odchowane i dość szybko stają się tłustsze niż inne, a ich rodzice stają się biali.

## Typy użytkowe

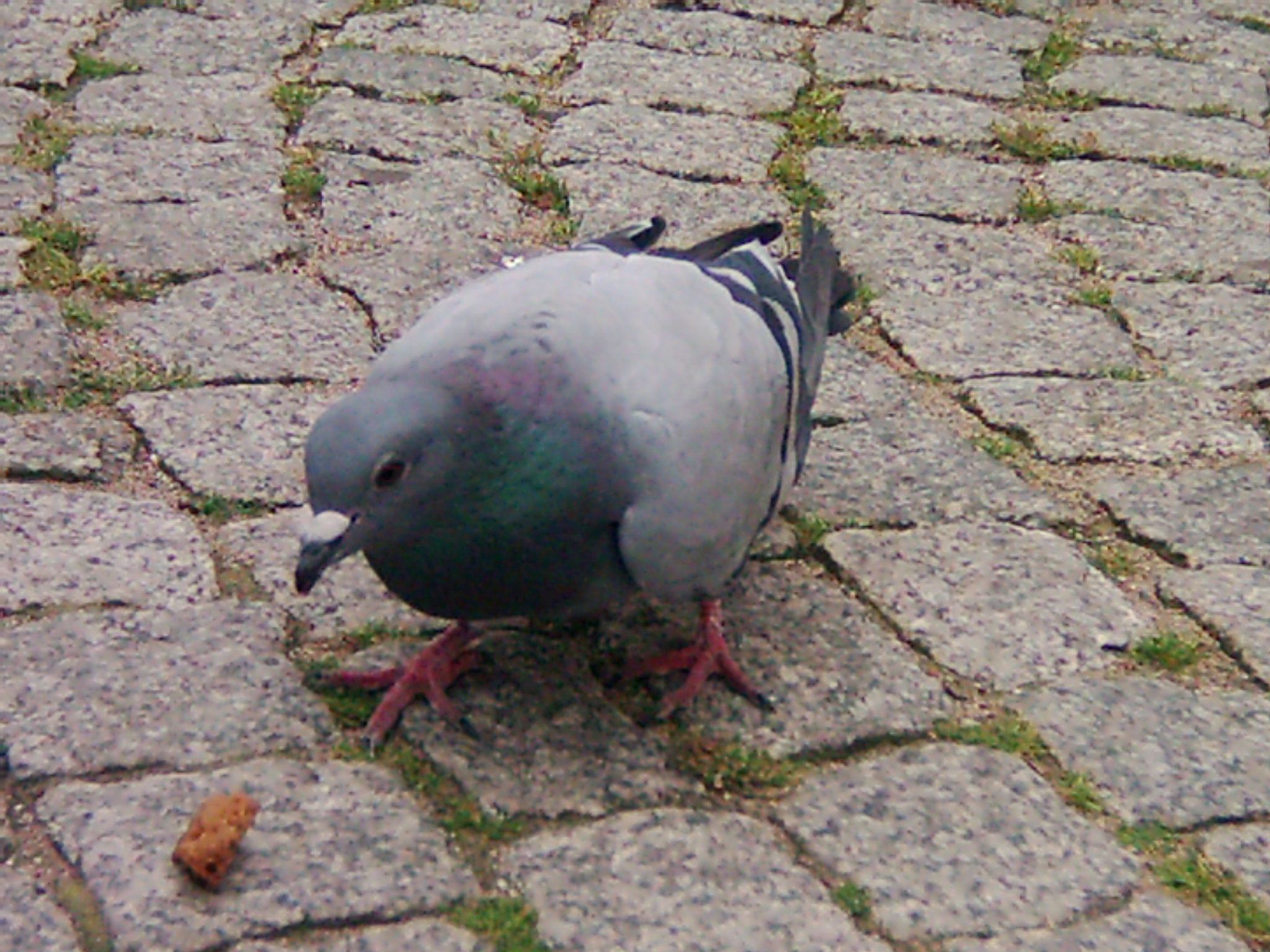
Gołąb skalny (Columba livia), protoplasta wszystkich gołębi hodowlanych

Protoplastą wszystkich ras gołębi jest gołąb skalny, a konkretniej jego podgatunki odpowiadające danemu miejscu. Z punktu widzenia biologii są to krzyżówki. Przez wieki wyróżniono kilka podziałów ras, które opierają się albo na cechach anatomicznych lub charakterystycznych, albo na zastosowaniu ptaków. Pierwszy podział jest stosowany do dziś przez Federację Europejską (vide: rasy gołębia), drugi jest podziałem nieformalnym.
- Sportowe/lotne – przeznaczone m.in. do wyścigów gołębi. Hodowane specjalnie do brania udziału w konkursach oraz do reprodukcji. Jedną z ich odmian są gołębie stosowane m.in. podczas II wojny światowej do przenoszenia wiadomości (ang. racing homers).
- Ozdobne – hodowane „na pokaz” – przeznaczone do brania udziału w wystawach i konkursach. Prawie zawsze pochodzą ze skrzyżowania ras. Powstało wiele ras gołębi ozdobnych, w licznych kolorach i rozmiarach.
- Mięsne – przeznaczone do produkcji gołębiego mięsa. Rasy te najczęściej nie potrafią poruszać się tak dobrze jak inne gołębie, więc niemal całe życie spędzają w gołębniku.

## Pomieszczenia hodowlane

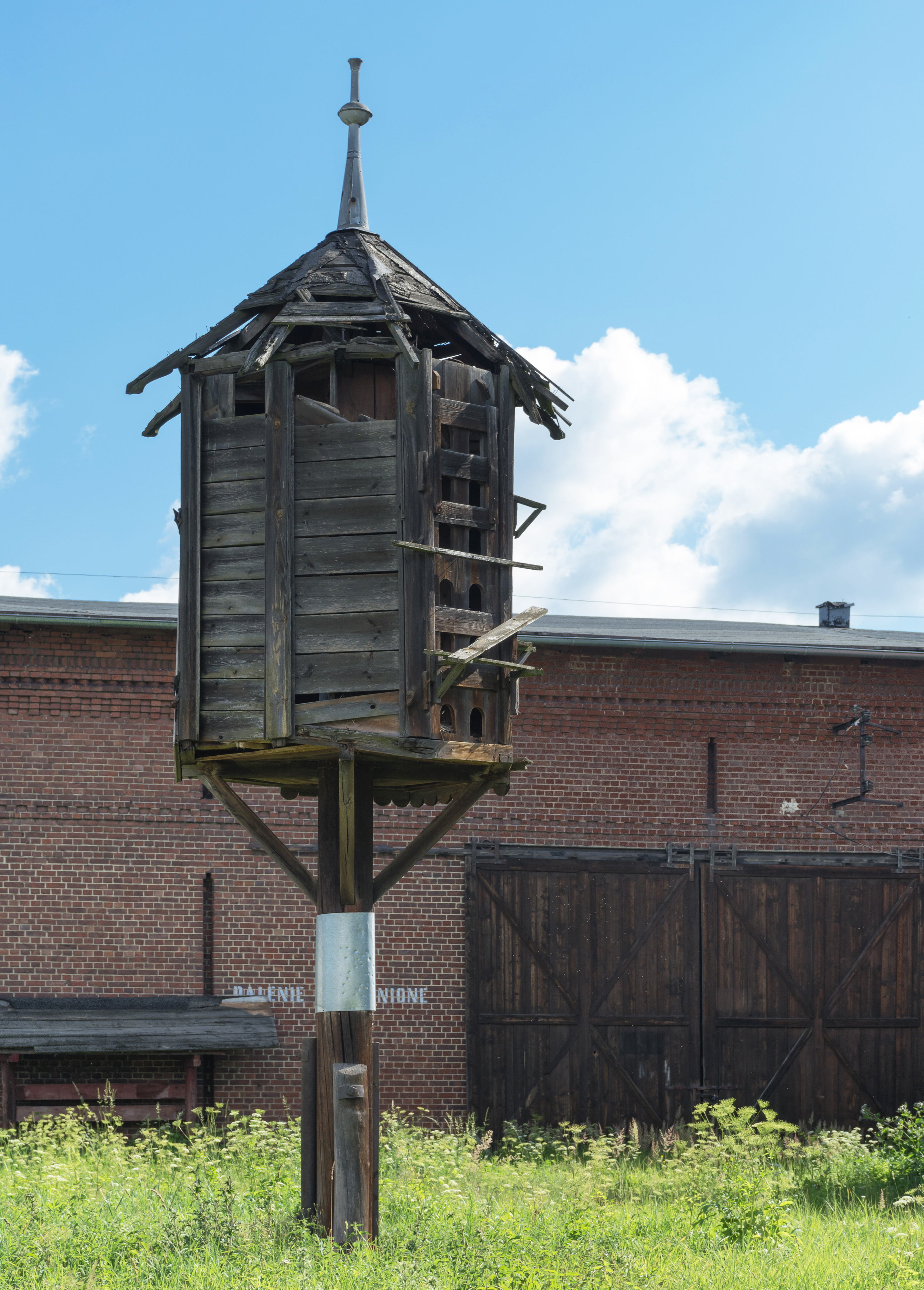
Gołębnik usytuowany na terenie Pałacu w Ławicy

Domy dla gołębi zwane są gołębnikami. Zazwyczaj jest to po prostu duża skrzynia z wylotami przymykanymi w razie potrzeby siatką. Gołębnik musi zawierać miejsca lęgowe dla ptaków (półki, klatki), w razie potrzeby przegrody, tzw. woliery do wydzielenia grup gołębi, grzędy, karmidła oraz poidła. Są budowane tak, by zapewnić gołębiom swobodę poruszania się, komfort i jednocześnie ochronę przed potencjalnymi drapieżnikami (gryzonie, jastrzębie, koty). Konstrukcja gołębnika musi odpowiadać potrzebom hodowanej rasy (np. wysokością komory do wylotu ptaków), powinna chronić przed zimnem i wilgocią.
Najwcześniejsze gołębniki to kompleksy otworów skalnych, gdzie trzymano ptaki. Średniowieczne gołębniki były dużymi, kamiennymi wieżami z otworami w ścianie dla ptaków. Współcześnie powstało wiele typów gołębników.